# Paravilla tricellula
Paravilla tricellula är en tvåvingeart som först beskrevs av Cole 1952.  Paravilla tricellula ingår i släktet Paravilla och familjen svävflugor.
Artens utbredningsområde är Kalifornien. Inga underarter finns listade i Catalogue of Life.